# ソロモネ・カタ
ソロモネ・カタ（Solomone Kata、1994年12月3日 - ）は、プレミアシップレスター・タイガースに所属するラグビー選手、元ラグビーリーグ選手。

## プロフィール
- トンガ・ネイアフ出身[1][2]。
- ポジションはウィング(WTB)、センター(CTB)。
- 身長 177cm、体重 104kg
- リーグニュージーランド代表・リーグトンガ代表に選ばれたことがあり、2017年ラグビーリーグW杯のリーグトンガ代表に選ばれた[3]。
- トンガ代表キャップ数は12(2025年1月現在）でラグビーワールドカップ2023のトンガ代表に選ばれた[4]。

## 略歴
ラグビーユニオン転向後、ブランビーズ、オークランド、モアナ・パシフィカ、エクセター・チーフスを経て、2023年、レスター・タイガースに加入。